# Ashland (New Hampshire)
Ashland ist der Name einer Town im Grafton County des US-Bundesstaates New Hampshire in Neuengland. Das U.S. Census Bureau hat bei der Volkszählung 2020 eine Einwohnerzahl von 1.938 ermittelt.
Ashland wurde auf Vorschlag eines ehemaligen Assistenz-Sargent-at-Arms (sic) gewählt, der zur Zeit Henry Clays als solcher in Washington, D.C. diente. Ashland ist der Name von Clays Anwesen in Kentucky.

## Geographie
Ashland ist flächenmäßig die kleinste Gemeinde in Grafton County. Von den 30,6 km² Gesamtfläche sind 1,3 km² Wasser. Der geografische Mittelpunkt New Hampshires liegt etwa fünf Kilometer östlich des Ortes. Der Little Squam Lake liegt mit seinem westlichen Ende im Gemeindegebiet.

### Lage
Ashland liegt am Squam River nahe dessen Mündung in den Pemigewasset River in der Lakes Region von New Hampshire. Im Westen liegt Plymouth, im Nordosten Holderness, im Süden New Hampton in Belknap County und im Südwesten Bridgewater.

## Geschichte
Ashland wurde 1868 von Holderness abgetrennt und zur unabhängigen Gemeinde. Zuvor hatten sich in Holderness zwei unterschiedliche Entwicklungen ausgeprägt. Im Osten der Gemeinde lagen Farmen im Hochland, und ein großer Teil des Einkommens stammte vom Fremdenverkehr im Sommer. Im Westen, am Fluss und an der Eisenbahn, lagen Mühlen und andere Fabriken und Gewerbebetriebe. Die unterschiedlichen Interessen führten zur Trennung. Ursprünglich gehörte Holderness, und damit das spätere Ashland, zu Strafford County. Im Jahre 1872 kam Holderness zu Grafton County. Der erste Siedler im Gebiet von Ashland kam 1763. 1850 wurde die Eisenbahn von Concord nach Wells River bis Plymouth fertiggestellt. An dieser Strecke lag der Bahnhof. Keine zwanzig Jahre nach der Gemeindegründung hatte Ashland zwei Kirchen und war in drei Schulbezirke unterteilt. Neben deren vier Schulen gab es weiterführende Schulen sowie eine Oberschule in Holderness. In Ashland gab es ferner ein Hotel und eine 1872 gegründete Bank. Zu dieser Zeit gab es am und um den Ort zwei Woll- und drei Papiermühlen, einen Hersteller von leather-board, Gerbereien, Handschuhfabriken, Wagenbauer, Werkzeugmacher, Schmieden und Sägemühlen. Der Ort bestand daneben aus etwa 200 Wohn- und anderen Gebäuden. 1965 wurde der Personenverkehr auf der Bahnstrecke eingestellt. Der Güterverkehr endete nach 1980.

### Bevölkerungsentwicklung
| Volkszählungsergebnisse – Ashland, New Hampshire | Volkszählungsergebnisse – Ashland, New Hampshire | Volkszählungsergebnisse – Ashland, New Hampshire | Volkszählungsergebnisse – Ashland, New Hampshire | Volkszählungsergebnisse – Ashland, New Hampshire | Volkszählungsergebnisse – Ashland, New Hampshire | Volkszählungsergebnisse – Ashland, New Hampshire | Volkszählungsergebnisse – Ashland, New Hampshire | Volkszählungsergebnisse – Ashland, New Hampshire | Volkszählungsergebnisse – Ashland, New Hampshire | Volkszählungsergebnisse – Ashland, New Hampshire |
| Jahr                                             | 1870                                             | 1880                                             | 1890                                             | 1900                                             | 1910                                             | 1920                                             | 1930                                             | 1940                                             | 1950                                             | 1960                                             |
| ------------------------------------------------ | ------------------------------------------------ | ------------------------------------------------ | ------------------------------------------------ | ------------------------------------------------ | ------------------------------------------------ | ------------------------------------------------ | ------------------------------------------------ | ------------------------------------------------ | ------------------------------------------------ | ------------------------------------------------ |
| Einwohner                                        | 885                                              | 960                                              | 1193                                             | 1289                                             | 1412                                             | 1325                                             | 1375                                             | 1460                                             | 1599                                             | 1473                                             |
| Jahr                                             | 1970                                             | 1980                                             | 1990                                             | 2000                                             | 2010                                             | 2020                                             | 2030                                             | 2040                                             | 2050                                             | 2060                                             |
| Einwohner                                        | 1599                                             | 1807                                             | 1917                                             | 1966                                             | 2076                                             | 1938                                             |                                                  |                                                  |                                                  |                                                  |

## Wirtschaft und Infrastruktur
Das Durchschnittseinkommen betrug im Jahr 2019 für Männer 34.323 Dollar, für Frauen 41.875 $, wobei 19,8 Prozent der Ortsansässigen von einem Einkommen unterhalb der Armutsgrenze lebten. Zu den größten Betrieben gehörten zwei Hersteller von Schuhständern beziehungsweise Elastomerprodukten, gefolgt von einem Restaurationsbetrieb, einem Holzhandel und der Gemeinde selbst (Stand 2020).

### Gemeindeeinrichtungen
Die gemeindeeigene Polizei von Ashland arbeitet in Vollzeit, Feuerwehr und der medizinische Notdienst auf Abruf. Das nächstgelegene Krankenhaus ist das Speare Memorial Hospital in Plymouth. Neben der Bibliothek, der Ashland Town Library, gibt es in Ashland eine Grundschule bis zur 8. Klasse. Weiterführender Schulbesuch erfolgt über die Pemi-Baker Cooperative (neben Ashland Campton, Holderness, Plymouth, Rumney, Thornton und Wentworth). Die Gemeinde betreibt Wasserver- und Abwasserentsorgung samt Klärwerk. Müllabfuhr oder eine Abgabe gegen Gebühr gibt es nicht, Recycling ist obligatorisch.

### Verkehr
Durch Ashland verlaufen die Interstate 93 und die US 3 sowie die Staatsstraßen New Hampshire State Routes NH-132 und NH-175. Der Plymouth Municipal Airport hat eine Graslandebahn, die nächstgelegene Asphaltpiste hat der ebenfalls nur für kleinere Flugzeuge geeignete Newfound Valley Airport in Bristol. Der nächstgelegene Flughafen ist der Lebanon Municipal Airport in Lebanon. Auf der Bahnstrecke findet Tourismusverkehr statt. Der Bahnhof steht seit 1982 im National Register of Historic Places.

## Personen
- James F. Briggs (1827–1905), Politiker
- George Hoyt Whipple (1878–1976), Pathologe